# Escaronha
Escaronha o Escarronha o Escharonha o Escaruenha, detta anche Escaronha de l'Isla-Jordan o Escaronha Jordan (1125) è stata una nobildonna e trobairitz guascona moglie di Bernardo Giordano, signore de l'Isle-Jourdain.
Escaronha viene citata nell'invio di una pastorela (L'autrier, lo primier jorn d'Aost) di Guiraut de Bornelh citata in termini generici elogiativi nei quali forse è possibile intravedervi una relazione amorosa.
Inoltre, il suo nome (Ma dona n'Escarronha) compare in Abrils issi et mays intrava di Raimon Vidal e nell'ensenhamen di
Arnaut Guilhem de Marsan come "Escaruenha/ la gensor de Gascuenha"
Le vengono attribuite due componimenti: una tenzone Bona domna, tan vos ai fin coratge e No.m puesc mudar non digua mon veiaire